# Katia Zini
Katia Zini (* 23. Juni 1981 in Sondalo) ist eine ehemalige italienische Shorttrackerin.

## Biografie
Zini startete für den Verein Ghiaccio Club Livigno und trainierte als Sportsoldatin am Eis- und Heeressportzentrum in Bormio. Im Jahr 1998, im Alter von 16 Jahren, wurde sie ins Nationalteam aufgenommen. Zini nahm zwischen 2002 und 2010 an drei aufeinanderfolgenden Olympischen Spielen teil und gewann eine Bronzemedaille. Bei Europameisterschaften gehört sie mit neun gewonnenen Medaillen zu den erfolgreichsten italienischen Teilnehmern. Im Jahr 2006 wurde sie für ihre Verdienste im Sport mit dem Verdienstorden der Italienischen Republik ausgezeichnet. Sie beendete ihre aktive Karriere im Jahr 2010.
Zini stammt aus einer eislaufbegeisterten Familie. Auch ihre Cousine Mara war eine erfolgreiche Shorttrackerin und viele Jahre ihre direkte Konkurrentin.

## Sportliche Laufbahn
Ihre erste internationale Meisterschaft bestritt Zini im Jahr 1998 in St. Louis, wo sie bei der Juniorenweltmeisterschaft auf Anhieb zwei Finals erreichte und über 1000 m die Silbermedaille gewann. Ein Jahr später gewann sie be der Europameisterschaft 1999 in Oberstdorf mit der Staffel die Goldmedaille. In der Saison 1999/00 schaffte sie im Erwachsenenbereich endgültig den Durchbruch in die Weltspitze. Sie startete bei insgesamt vier Weltcups und erreichte einmal ein Finale und achtmal ein Halbfinale. Über 500 m, 1000 m und 1500 m wurde sie in der Disziplinweltcupwertung jeweils Neunte, in der Gesamtweltcupwertung Zehnte. Bei der Juniorenweltmeisterschaft in Székesfehérvár gewann sie über 500 m Gold und über 1500 m Bronze. Wenig später gewann Zini bei der Heimeuropameisterschaft in Bormio ihre ersten Medaillen in Einzelrennen. Mit der Staffel wurde sie Europameisterin, im Mehrkampf gewann sie Silber, nachdem sie über 500 m Erste und über 1500 m und 3000 m jeweils Zweite wurde. Zini nahm auch an der Teamweltmeisterschaft in Den Haag, wo das italienische Team Rang vier belegte, und an der Weltmeisterschaft in Sheffield teil, wo sie als bestes Resultat über 1500 m das Halbfinale erreichte. In der Saison 2000/01 erreichte Zini im Weltcup in Einzelrennen zwei Finals. Über 1000 m wurde sie in Graz Zweite und platzierte sich erstmals im Weltcup auf dem Podest. Sie startete bei der Weltmeisterschaft in Jeonju und erreichte über drei Einzeldistanzen jeweils das Halbfinale. In der olympischen Saison 2001/02 konnte sich Zini im Weltcup nicht steigern. Ihre besten Resultate waren mehrere Halbfinalteilnahmen, zumeist über 1500 m. Erfolgreich war sie jedoch bei der Europameisterschaft in Grenoble. Zini zog über alle vier Distanzen ins Finale ein. Ihr bestes Resultat war der dritte Platz über 1000 m, im Mehrkampf wurde sie Vierte, mit der Staffel gewann sie die Goldmedaille. In Salt Lake City nahm Zini erstmals an den Olympischen Spielen teil. Über 1000 m und 1500 m schied sie im Vorlauf aus, mit der Staffel gewann sie das B-Finale und belegte Rang fünf im Endklassement.
In der Saison 2002/03 war Zini vor allem in Staffel- und Teamwettbewerben erfolgreich. Sie erreichte im Weltcup erstmals mit der Staffel ein Podestplatz. Bei der Europameisterschaft in Sankt Petersburg verteidigte sie mit der Staffel den Titel aus dem Vorjahr und bei der Teamweltmeisterschaft in Sofia errang sie als Dritte ihre erste WM-Medaille. Bei der Weltmeisterschaft in Warschau verpasste sie als Vierte mit der Staffel eine weitere Medaille knapp. In der Saison 2003/04 platzierte sich Zini in insgesamt vier Weltcuprennen mit der Staffel auf dem Podest. Bei der Europameisterschaft in Zoetermeer erreichte sie zwei Einzelfinals und gewann über 500 m die Silbermedaille, mit der Staffel errang sie ebenfalls Silber. Bei der Teamweltmeisterschaft in St. Petersburg wurde Zini wie im Vorjahr mit dem italienischen Team Dritte. Wenig erfolgreich verlief die Saison 2004/05. Im Weltcup blieben zwei Halbfinalteilnahmen in Einzelrennen Zinis beste Ergebnisse. Bei der Europameisterschaft in Turin verpasste sie als Vierte mit der Staffel eine Medaille knapp, bei der Weltmeisterschaft in Peking blieb der Einzug ins Halbfinale über 1500 m ihr bestes Ergebnis. Die Saison 2005/06 begann zunächst wenig erfolgreich, im Weltcup blieben gute Platzierungen in Einzelrennen aus. Beim Heimweltcup in Bormio wurde Zini mit der Staffel jedoch Dritte. Erfreulich verlief aus ihrer Sicht die Europameisterschaft in Krynica-Zdrój. Zini gewann im Mehrkampf Bronze, nachdem sie drei Einzelfinals erreichte und über 3000 m den Streckensieg holte. Mit der Staffel gewann sie abschließend ihren vierten und letzten Europameistertitel. In Turin startete Zini bei den Olympischen Spielen. Über 1500 m erreichte sie das Halbfinale und wurde im Endklassement Zehnte, mit der Staffel gewann sie überraschend Bronze und feierte den größten sportlichen Erfolg ihrer Karriere. Zum Saisonabschluss konnte sie auch bei der Weltmeisterschaft in Minneapolis mit der Staffel die Bronzemedaille gewinnen.
Zini bestritt 2006/07 ihre erfolgreichste Weltcupsaison. Neben zahlreichen Halbfinals erreichte sie über 1000 m und 1500 m jeweils ein Finale, über 1000 m wurde sie in Heerenveen Zweite und erreichte somit ihren zweiten Weltcup-Podestplatz in einem Einzelrennen. Im 1500 m-Disziplinweltcup wurde sie Dritte. Mit der Staffel erreichte sie zwei weitere Podestplätze, darunter in Budapest den einzigen Weltcupsieg ihrer Karriere. Bei der Europameisterschaft in Sheffield wurde sie, wie im Vorjahr, Dritte im Mehrkampf und gewann mit der Staffel die Silbermedaille. Über 1500 m wurde sie Zweite, über 3000 m Dritte. Bei der Weltmeisterschaft in Mailand blieb der Einzug ins Halbfinale über 1500 m ihr bestes Ergebnis. In der Saison 2007/08 konnte Zini nur in Staffelwettbewerben überzeugen. Im Weltcup erreichte sie mit der Staffel zwei Podestplätze. Ihr bestes Ergebnis bei den Saisonhöhepunkten war der vierte Platz mit der Staffel bei der Weltmeisterschaft in Gangneung. Auch in der Saison 2008/09 platzierte sich Zini zweimal mit der Staffel auf einem Weltcuppodest. In Einzelrennen konnte sie jedoch erneut nicht überzeugen. Bei der Welt- und Europameisterschaft wurde sie nicht berücksichtigt. Sie nahm in Heerenveen an der Teamweltmeisterschaft teil, wo das italienische Team als Sieger des B-Finals Fünfter wurde. Auch in ihrer letzten Saison 2009/10 konnte sich Zini in Einzelrennen nicht steigern und verpasste erneut die Teilnahme an der Welt- und Europameisterschaft. Sie nahm aber in Vancouver an ihren dritten Olympischen Spielen teil. Dort schied sie über 1500 m im Vorlauf aus, mit der Staffel wurde sie Sechste. Die Heimweltmeisterschaft in Bormio wurde Zinis letzte internationale Meisterschaft. Mit dem Team gewann sie ihre vierte WM-Bronzemedaille und feierte einen erfolgreichen Abschluss ihrer Karriere.

## Persönliche Bestzeiten
- 500 m 44,551 s (aufgestellt am 22. Januar 2000 in Bormio)
- 1000 m 1:32,036 min (aufgestellt am 25. Februar 2007 in Bormio)
- 1500 m 2:22,292 min (aufgestellt am 21. Oktober 2006 in Changchun)
- 3000 m 5:20,949 min (aufgestellt am 22. Januar 2006 in Krynica-Zdrój)